# 25014 Christinepalau
25014 Christinepalau è un asteroide della fascia principale. Scoperto nel 1998, presenta un'orbita caratterizzata da un semiasse maggiore pari a 2,2424729 UA e da un'eccentricità di 0,1763269, inclinata di 4,62502° rispetto all'eclittica.